# Dom handlowy „Modehaus” we Wrocławiu
Dom handlowy Modehaus (Modehaus M. Gerstel, Dom Mody M. Gerstel) – zabytkowy budynek wzniesiony na początku XX wieku u zbiegu ulic Świdnicka 19 a ul. Kazimierza Wielkiego mieszczący dawny dom handlowy "Modehaus M. Gerstel". Jedyny we Wrocławiu zachowany przykład architektury związanej z wiedeńską secesją.  

## Historia powstania

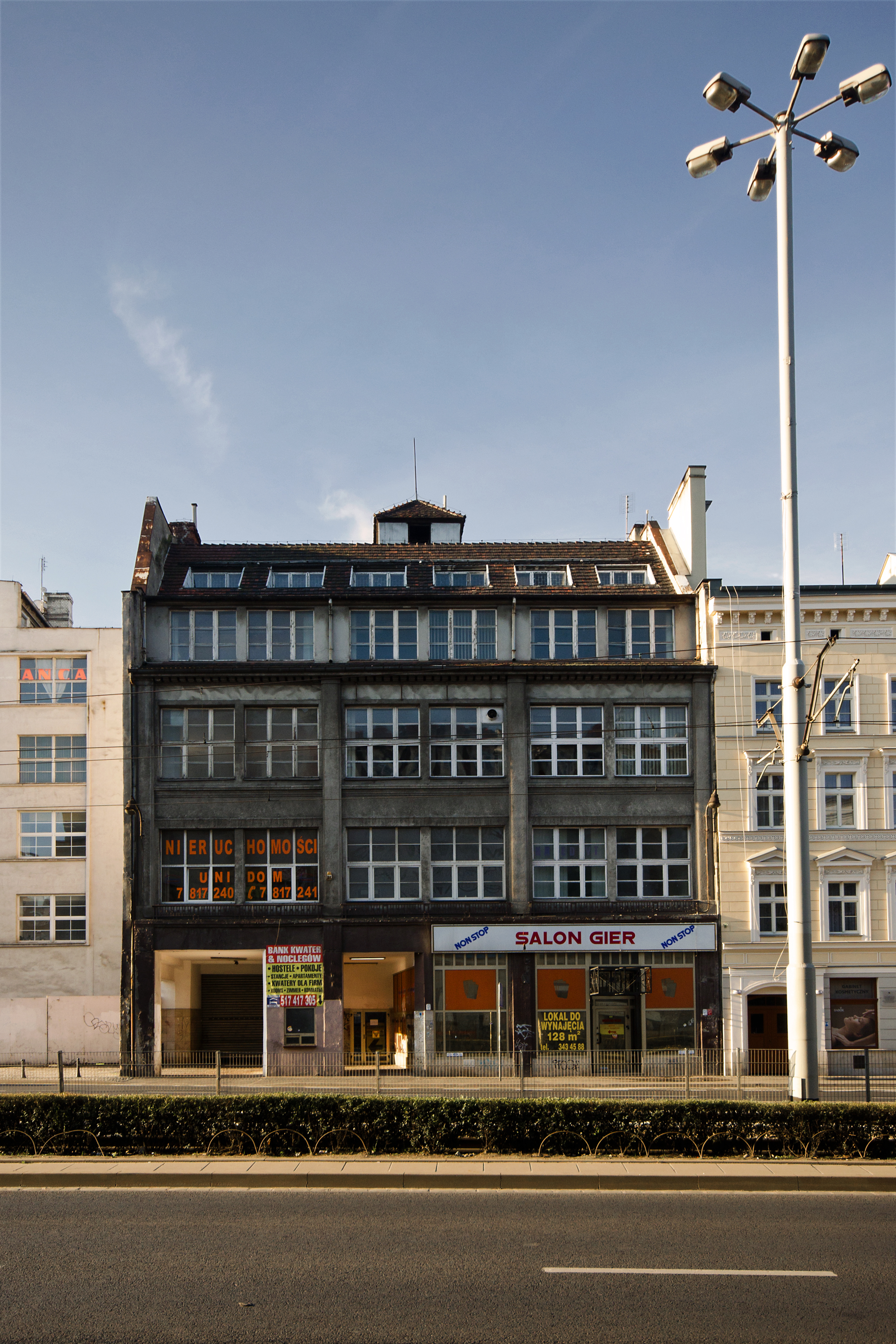
Widok budynku od strony ul. Kazimierza Wielkiego

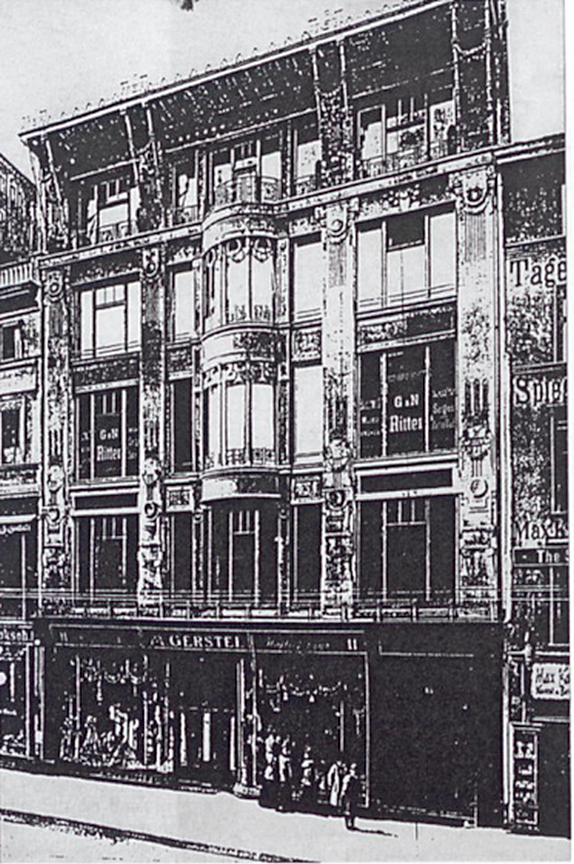
Widok domy handlowego w 1905 roku przed rozbudową

Działki nr 10 i 11 (wg ówczesnej numeracji – obecnie jest to nr 19) zostały wytyczone w pierwszej połowie XIV wieku wraz z budową drugiego pierścienia murów obronnych Wrocławia. Na działce nr 19 stały pierwotnie dwie kamienice, pod koniec XVII wieku połączone w jedną kamienicę o siedmioosiowej fasadzie z kalenicowym dachem, z oficyną i budynkiem tylnym. Kamienica należała wówczas do radcy Promnitza tak jak i kamienica przy ul. Kazimierza 48/49. Na działce nr 9 (17) znajdowała się wąska, dwuosiowa kamienica. W 1904 roku kamienicę nr 19 zakupił Siegfried Gerster, a już w następnym roku wyburzył ją lub przebudował i wzniósł nowy budynek, dostosowując go na potrzeby swojej firmy Modehaus M Gerstel. Firma specjalizowała się w handlu konfekcją damską i męską. Posiadała swoje filie w Berlinie, w Paryżu oraz w Hamburgu i Frankfurdzie nad Menem. Pośród nadesłanych projektów ostatecznie wybrano ten wykonany przez Alvina Wedemana. Inny złożony projekt był autorstwa niemieckiego architekta Georga Schneidera; proponował on neobarokową fasadę i wieżyczkę w osi środkowej. Nowy budynek Wedemanna został oddany do użytku w 1905 roku.
W 1908, 1910 lub 1912 Gerstel zakupił sąsiednią wąską dwuosiową i czterokondygnacyjną kamienicę nr 9 (17) oraz dom przy ulicy Kazimierza Wielkiego 48/49. Budynki te zostały gruntownie przebudowane (lub wyburzone) i dołączone do istniejącego budynku domu handlowego, zaburzając jego pierwotną regularność założenia. Nad przebudową czuwał również Wedemann. Z powodu swojej bryły budynek posiadał dwa adresy: Schweidnitzer Strasse 10/11 i Karlsrasse 48/49.    
W 1929 roku przebudowany został pasaż wewnętrzny według projektu firmy Bayer u. Olowinsky GmbH. Kolejne remonty, bardziej kosmetyczne, miały miejsce w latach trzydziestych – wstawiono nowe witryny, oraz w czterdziestych – dokonano zmian układu ścianek wewnątrz budynku.

## Opis architektoniczny kamienicy
Dom handlowy, założony na rzucie litery „L”, składał się pięciokondygnacyjnego budynku frontowego, oficyn tworzący dziedziniec wewnętrzny oraz z budynku tylnego wychodzącego na ulicę Kazimierza Wielkiego. Zaprojektowany został w konstrukcji szkieletowej żelbetonowej, z nośnymi ścianami szczytowymi, murowany z cegły maszynowej.
Fasada główna wykonana została z żółtego piaskowca śląskiego. Pierwsze, drugie i trzecie piętra zostały spięte filarami; czwarte piętro oddzielone gzymsem zostało zwieńczone mocno wysuniętym gzymsem koronującym. W części parterowej słupy konstrukcyjne schowano za przeszklonymi witrynami z giętymi taflami szkła. Pomiędzy nimi znajdowało się wejście do sklepu. Z prawej północnej strony umieszczono wejście do sieni oraz dalej do dziedzińca. Nad witrynami, przez całą długość elewacji, umieszczono drewniane szyldy. Piętra od pierwszego do trzeciego były podzielone piaskowcowymi pilastrami w wielkim porządku, które podtrzymywały gzyms. Dolna części pilastrów została ozdobiona według stylizowanej maniery doryckiej czyli z elementami zębnika, wolutami, guttymi i modylionami. W tej części umieszczono również wspornikowe lampy iluminujące fasadę. W górnej części pilastrów znajdują się ozdabiające je wieńce, bukiety i kanelowania w symetrycznym układzie. Na piątej kondygnacji, pomiędzy oknami, umieszczono pilastry w małym porządku z kapitelami w formie maszkaronów wspartych na zębnikowych, kanelowanych płaskich konsolach w kształcie kowadełka. Na nich zamocowano podtrzymujące wysunięty gzyms zdwojone zastrzały z kutego żelaza i brązu. Całość została pokryta dachem pulpitowym. Na II i III kondygnacji znajdują się szerokie płycinowe gzymsy kordonowe, w IV kondygnacji płaski gzyms z motywem zwornika z pękiem kwiatów. 
W pierwotnej osi środkowej, nad wejściem umieszczono półokrągły, dwukondygnacyjny wykusz ujęty filarkami z dekoracyjnymi smukłymi kolumienkami i rozpiętym między nimi balustradą oraz ażurowymi lambrekinami, zwieńczony płytkim dachem. Filary i fryz wykusza pokryty jest blachą miedzianą na której wytłoczono empirowe detale architektoniczne.  
Wszystkie płaskorzeźby i detale znajdujące się na pilastrach, kasetonowe podniebienie dwumetrowego gzymsu, wykusz, żelazne i mosiężne ozdoby były utrzymane w stylu empire'u i wiedeńskiej secesji.         
Część parterowa oraz I piętra budynku od strony ul. Świdnickiej zajmował sklep M. Gerstel. Wyższe kondygnacje oraz oficyny były przeznaczone na biura, sklepy i pomieszczenia produkcyjne. Wnętrza budynku zajmowały duże jednorodnie stylistycznie pomieszczenia wykończone wysokiej klasy materiałami. Klatka schodowa o secesyjnej linii wykonana została z drewna modrzewiowego, stolarka okienna i drzwiowa wykonana była w warsztatach renomowanych firm rzemieślniczych m.in. u braci Bauerów; prace w metalu wykonała firma Drechsler & Fuchs, detale miedziane firma B. Stenberg, a dekoracje malarskie J. Cohn.   

## Po 1945
Po zakończeniu działań wojennych budynek bardzo szybko dostosowano do potrzeb handlowych na parterze oraz biurowych na wyższych kondygnacjach. W latach 1945–1949 znajdował się tu m.in. Auto-Skład, właścicielem którego był Stefan Seifried. W kolejnych latach m.in. sklep odzieżowy Adam i Ewa Cepelia, Moda Polska czy Skład Taniej Książki.
W latach 90. XX wieku na parterze i w pomieszczeniach piwnicznych, a następnie i na piętrach były otwierane eleganckie sklepy z konfekcją firmy "ae". Wykonano również szereg prac modernizacyjnych, m.in. pogłębiono piwnice. Budynek był pierwszym we Wrocławiu budynkiem przystosowanym do celów handlowych. Pod koniec pierwszej dekady XXI w. właścicielem budynku była hiszpańska firma deweloperska Ureta y Asociados, która miała dokonać przebudowy kamienicy i dostosowania go do celów handlowych. Plany nie zostały zrealizowane. W 2022 roku właścicielem działki nr 19 była spółka UBM Green Development, która planowała w jego wnętrzach oraz na sąsiedniej, dziś pustej działki wybudować hotel.